# 섀도우 더 헤지혹
섀도우 더 헤지혹은 소닉 더 헤지호그 시리즈의 캐릭터이다. 그는 반(反)영웅이다. 기술적으로 그는 나이를 먹지 않고, (그리고 불멸이다.) 그의 신체 형태는 소닉과 비슷하긴 하지만 그는 수십 년 동안 갇혀 있었기 때문에 모든 것이 불확실하다. 그는 세가 드림캐스트 게임인 소닉 어드벤처 2에서 처음 나왔으며 이이즈카 타카시에 의해서 디자인되었다.

## 거주지
게임 소닉 어드벤처 2, 애니메이션 소닉 X에 나오는 내용에 따르면 섀도는 처음에 닥터 에그맨의 할아버지인 프로페서 제럴드 로보트닉 박사가 우주에 만들어 놓은 스페이스 콜로니 아크(ARK)에서 탄생하여 거주하고 있었던 것으로 보인다. 이후 아크가 연방정부에 의해 폐쇄당하고 관련자들이 모조리 쫓겨나거나 살해당하고 난 뒤, 군(軍, G.U.N))이 지구에 불시착한 섀도가 보관된 아크의 탈출용 캡슐을 찾아내어 프리즌 아일랜드라는 곳에다 수십 년 동안 극비 보관하고 있었다.(결론:공식인지 밝혀진 바는 없지만 현재 루즈와 '클럽 루즈'라는 곳에서 동거하고 있다고 한다.)

## 탄생 및 라이벌
섀도우 더 헤지호그는 프로페서 제럴드가 만든 궁극의 생명체이다. 그러나 마리아가 G.U.N으로부터 섀도우를 보호하기 위해 캡슐로 봉인을 하였다. 몇 십년 후 닥터 에그맨은 아이언 게이트에서 그 봉인을 풀었다. 범죄를 저지르는 섀도우는 소닉으로 오해를 받아 엉뚱하게도 소닉이 감옥에 갇히는 일도 생겼다. (게다가 서로 생김새뿐만 아니라 스피드,힘도 비슷해 둘이 싸우면 쉽사리 결판이 안 난다.) 이 사건(소닉 어드벤처 2) 이후로 소닉과 섀도우는 서로 라이벌이 된다.

## 등장 작품

### 게임
- 소닉 어드벤처 2(데뷔작)

섀도우 더 헤지호그는 그를 만들어낸 인물이자 닥터 에그맨의 할아버지인 프로페서 제럴드에 관한 정보를 입수한 에그맨에 의해 봉인이 풀린다. 섀도우는 자신을 깨워준 에그맨의 소원을 들어주겠다며, 그를 스페이스 콜로니 ARK로 초대한다. 그리고 프로페서가 개발하여 ARK에 설치한 별을 부수는 병기 '이클립스 캐논(Eclipse Cannon)'의 존재 사실을 알려준다. 에그맨은 이를 세계를 협박할 무기로 쓰기 위해 카오스 에메랄드를 수집하고, 결국 7개를 모두 모은다. 그런데 프로페서가 생전에 수정해놓은 프로그램에 의해, 7개의 에메랄드가 모이자 스페이스 콜로니 ARK가 통째로 지구를 향해 돌진한다. 이는 손녀 마리아가 연방정부군에게 총살당하자 프로페서가 인류에게 복수하기 위해 준비해둔 것이다. 마리아가 죽는 것을 눈 앞에서 본 섀도우도 마리아가 인류에게 복수해줄 것을 바라고 있다고 생각하였다. 이에 프로페서의 복수가 진행되는 것을 구경만 하고 있었지만, 에이미의 설득에 의해 마리아의 유언을 완전히 기억해내고 소닉 더 헤지호그와 함께 ARK의 낙하를 성공적으로 저지한다. 그러나 이 과정에서 손목에 장착하고 있던 리미터만 남기고 모습을 감추어, 소닉 일행들에게서 사망한 것으로 여겨진다.
- 소닉 라이더즈 (시리즈)

라이더즈에서는 그저 히든 캐릭터로만 등장하고 스토리에는 영향을 주지 않는다.
- 소닉 히어로즈

루즈가 에그맨의 보물을 훔치러 그의 기지에 잠입했을 때, 기지 내의 무기고에서 잠들어있는 섀도우가 발견된다. 그는 기억을 잃은 상태였고, 자신의 과거에 대해 알기 위해 에그맨을 찾아가지만 아무것도 알아내지 못한다.
- 섀도우 더 헤지호그

소닉 어드벤처 2의 사건 이후 섀도우는 자신이 누구인지, 그리고 기억 속의 마리아가 누구인지에 대해 스스로에게 질문을 던진다. 그러한 날들이 반복되는 와중에 블랙 암즈가 지상으로 내려오면서 압도적인 외계 병력으로 세상을 공격하기 시작한다. 그들의 수장인 '블랙 둠'은 섀도우를 찾아와 약속대로 카오스 에메랄드를 모아오라는 지시를 남기고, 섀도우는 자신의 기억에 대한 단서를 잡기 위해 이를 실행에 옮긴다. 이후 블랙 둠의 고백과 프로페서가 남긴 영상자료를 통해 자신이 태어난 과정에 대해 모두 알게 된다. 최후에 섀도우는 프로페서가 생전에 바랐던 대로 블랙 암즈를 완전히 격파한다. 섀도우가 블랙 둠과 마지막으로 싸울 때 섀도우가 소닉 히어로즈에서 재등장하게 된 경위도 밝혀진다. 소닉 어드벤처 2에서 ARK의 낙하가 저지된 이후 다들 섀도우가 죽은 줄 알았지만 에그맨이 로봇을 보내 그를 구조하였고, 이 사건의 후유증으로 섀도우는 기억을 잃었던 것이다.
- 소닉 더 헤지호그(2006)

루즈가 에그맨의 기지에서 메필레스 더 다크가 봉인된 봉 '어둠의 홀'을 훔쳐 달아났을 때, 그것이 깨지면서 메필레스 더 다크가 풀려난다. 이 때 메필레스는 섀도우 더 헤지호그의 그림자를 취하여 그와 똑같은 모습으로 변한다. 섀도우 더 헤지호그는 메필레스를 추적한 끝에 미래 세계에서 그와 재회하고, 그가 세계를 멸망시키려 한다는 사실을 알게 된다. 그를 한 번 쓰러뜨린 섀도우는 현재 세계로 돌아가, 소닉을 죽이려 드는 실버 더 헤지호그를 저지하고 메필레스가 그를 속였음을 알린다. 그대로 실버를 데리고 10년 전의 세계로 이동하여 메필레스를 봉인한다. 하지만...
- 마리오와 소닉 베이징 올림픽 (스피드 타입)
- 소닉 라이벌즈
- 소닉 라이벌즈 2
- 소닉 라이더즈: 제로 그라비티

라이더즈와 같이 히든 캐릭터로만 등장하고 스토리에는 영향을 주지 않는다.
- 마리오와 소닉 벤쿠버 동계 올림픽 (스피드 타입)
- 마리오와 소닉 런던 올림픽 (스피드 타입)
- 마리오와 소닉 소치 동계 올림픽 (스피드 타입)
- 마리오와 소닉 리우 올림픽 (스피드 타입)

### 소닉 붐에서의 섀도 더 헤지호그
사이드 프랜차이즈 시리즈인 소닉 붐에서도 등장한다.
외형의 변화로는 머리의 가시에 잔가시가 생기고, 키가 커졌으며, 그의 신발 호버 슈즈의 디자인이 달라졌다.
다만 캐릭터성은 많이 바뀌었다. 원작과는 많이 다르게 '동료'라는 존재를 아주 혐오하며 아주 과격해진다.
라이즈 오브 리릭에서는 포탈을 타고 이동하려는 소닉 앞에서 시비를 걸며보스로 등장한다.
그 뒤 소닉에게 패배하여 어딘가로 이동하며, 최후반부에서 리릭 더 라스트 에인션트를 해치운 소닉을 보고 미소지으며 퇴장한다.
셰터드 크리스탈에서는 리릭에게 세뇌된 상황이며, 소닉의 레이스 상대로 등장한다.
승리하면 세뇌장치가 풀리며, 리릭에게 복수하겠다며 자리를 뜬다. 그 뒤 최후반부에서 갑자기 나타나 리릭을 해치우며, 소닉과 동료들에게 먼저 가겠다고 하며 자리를 뜬다.
옴니버스 애니메이션 소닉 툰에서는 1기 최종화인 52화에서 등장했다. 에그맨이 지금까지 애니메이션에 나온 악당을 불렀을 때의 한 명으로 등장하여, 에그맨의 소닉 저지 작전에 합류한다.
그러나 섀도우는 에그맨과 악당들의 한심함에 짜증을 내며 먼저 자리를 뜬다.
에그맨이 소닉과 대치 중일 때 다시 나타나, 소닉을 상대해 우세를 보인다. 하지만 에그맨이 성급히 승리를 과신하여 섀도우와 사진을 찍는 바람에, 소닉에게 패배한다.
마지막에는 에그맨에게 화를 냄과 동시에 소닉에게 다음에 또 만나게 될 거라며 사라진다.
소닉 프라임에선 패러독스 프리즘을 찾는걸 도우며 소닉의 아군이 되었다.

### 애니메이션
- 소닉 X
- 소닉 툰

소닉 프라임

## 캐릭터 정보
풀네임: 섀도우 더 헤지호그
종: 인공 고슴도치 (인간형)
나이: 불명 (50세 이상, '신체 나이'는 소닉과 비슷함)
신장: 100 cm
체중: 35 kg
좋아하는 것: 없음 ('마리아' 와 관련된 기억들을 중요시함)
싫어하는 것:모든 인류
-추신:코믹스에선 바닐라 아이스크림이나 푸딩을 좋아한다고 나오지만 그건 공식 설정이 아니다.
아이템: 리미터, 호버 슈즈
특기: 아음속, 카오스 파워
데뷔작: 소닉 어드벤처 2 (2001년)
제작자: 이이즈카 타카시
일본 성우: 유사 코지
북미 성우: 데이비드 험프리, 제이슨 그리피스, 커크 손턴
한국 성우: 정재헌

### 사용 기술
- 카오스 컨트롤

시간 정지를 비롯한 각종 시간 조작/공간 왜곡/시공간 전이를 일으킨다. 설정상 카오스 에메랄드가 없으면 사용할 수 없으며, 섀도우 뿐만 아니라 적성이 있으면 사용할 수 있다. 소닉 배틀에서 섀도우가 사용하는 기술은 많은 것이 카오스 컨트롤을 응용한 기술이다.
- 카오스 부스트

카오스 에너지를 이용해 트랜스 상태에 돌입한다. 소닉 더 헤지호그(2006)에서, 적을 격파하면 얻을 수 있는 액션 게이지가 완충되었을 때 사용할 수 있다. 3단계까지 중첩이 되며, 발동 중에는 액션 게이지가 점점 줄어든다. 높은 단계일수록 게이지는 더 빨리 줄어든다.
- 카오스 스냅

카오스 컨트롤을 이용해 적에게 계속 이동하며 공격한다. 소닉 더 헤지호그(2006)에서는 카오스 부스트가 1단계일 때 사용할 수 있다.
- 카오스 블래스트

카오스 에너지를 폭발시켜 주위 반경의 적을 공격한다. 섀도우 더 헤지호그(게임)에서는 다크 게이지가 완충되어 다크 섀도우로 변신했을 때 사용 가능하며 반경 20야드까지 미쳤으나, 소닉 더 헤지호그(2006)에서는 카오스 부스트가 3단계까지 중첩되었을 때 사용 가능하며 반경 10야드로 줄어들었다. 소닉 크로니클에서는 적 1체만을 공격하며 주위 적에게 약간의 데미지를 주는 것으로 변경되었다.
- 카오스 스피어

손에 카오스 에너지를 집중시켜 창의 형태로 구현, 발사한다. 소닉 어드벤처 2에서는 소닉과의 보스전에서 사용하며, 2인 플레이에서는 섀도우를 조작하고 있을 때 링을 일정량 모으면 사용할 수 있다. 섀도우 더 헤지호그(게임)에서는 최종 보스 전에서 사용할 수 있으며, 에너지를 모아 더 센 창을 날릴 수도 있다. 소닉 더 헤지호그(2006)에서는 적을 감전시킬 수만 있으며, 에너지를 모으면 창이 2개가 발사된다.
- 카오스 랜스

카오스 스피어의 강화형. 소닉 더 헤지호그(2006)에서 카오스 부스트가 2단계일 때 사용할 수 있으며, 카오스 스피어와 달리 적에게 피해를 줄 수 있고 2개의 창을 발사할 수 있다.
- 카오스 인페르노 (필살기 & 시간 정지)[5]

소닉 히어로즈에서 선보이는 팀 다크의 팀 블래스트로, 섀도우가 카오스 컨트롤을 쓴 뒤 루즈가 오메가를 회전시켜 빔을 쏜다. 시전 후에는 일정 시간동안 카오스 컨트롤이 유지되어 타임 카운트와 적의 행동, 오브젝트의 움직임이 모두 정지된다. 2인 플레이에서는 시간 정지 효과만 발동한다.

## 같이 보기
- 소닉 더 헤지호그
- 루즈 더 뱃
- E-102 감마